# Eszterág
Eszterág (ukránul: Стричава) település Ukrajnában, Kárpátalján, az Ungvári járásban.

## Fekvése
Nagybereznától északra, Csillagfalva és Utcás közt fekvő település.

## Nevének eredete
Neve szláv, helységnév eredetű, (Sztrecha) mely magyarul tetőt jelent. Mai Eszterág nevét 1904-ben kapta. 

## Története
Eszterág nevét 1602-ben említette először oklevél Szticsava néven. 1746-ban Sztrusava, 1773-ban Szticsava, 1913-ban Eszterág néven írták.
1910-ben 404 lakosából 10 német, 393 ruszin volt, ebből 391 görögkatolikus, 13 izraelita volt. A trianoni békeszerződés előtt Ung vármegye Nagybereznai járásához tartozott.

## Népesség
| 2001 | 244 |

A népesség anyanyelv szerinti megoszlása a teljes népesség %-ában (2001)